# Église Saint-Vorles de Châtillon-sur-Seine
Pour les articles homonymes, voir église Saint-Vorles de Marcenay.
L'église Saint-Vorles est une église romane dont la construction commença au Xe siècle. Elle se situe à Châtillon-sur-Seine, en Côte-d'Or (Bourgogne-Franche-Comté).

## Localisation
L'église Saint-Vorles, isolée sur un promontoire, domine l'agglomération depuis sa limite orientale.

## Histoire
Avant le Xe siècle, une église primitive s'élevait sur cet emplacement et abritait depuis 868 les reliques de saint Vorles. Ces reliques étaient originellement dans l’église Saint-Vorles de Marcenay. L'église actuelle fut principalement construite sous l'impulsion de Brun de Roucy, évêque de Langres de 980 à 1016, dans l'enceinte d'un castrum. Édifiée dans un pur style roman, sa façade extérieure est ornée de bandes caractéristiques de l'art lombard. En 1023 les reliques de saint Vorle sont apportées au concile d'Héry pour ajouter à la solennité de l'assemblée.
L'église fut l'objet d'importants travaux dans le premier quart du XVIIe siècle. Elle vit notamment la construction de la chapelle du Rosaire et la rénovation-extension de la crypte en chapelle Saint-Bernard en hommage à saint Bernard de Clairvaux qui y venait prier la Vierge Marie. Tout d'abord collégiale, l'église est paroissiale jusqu'en 1807. Durant le XXe siècle, elle est rénovée trois fois, entre 1927 et 1934, puis entre 1959 et 1974 et enfin dans les années 1990, puis de nouveau dans les années 2000. On n'y célèbre plus aujourd'hui de cérémonie régulière. Elle est toutefois rouverte pour des baptêmes et mariages. Plusieurs manifestations, agrémentées de fêtes à la mode médiévale, ont eu lieu à l'occasion du millénaire de saint Vorles.

## Architecture

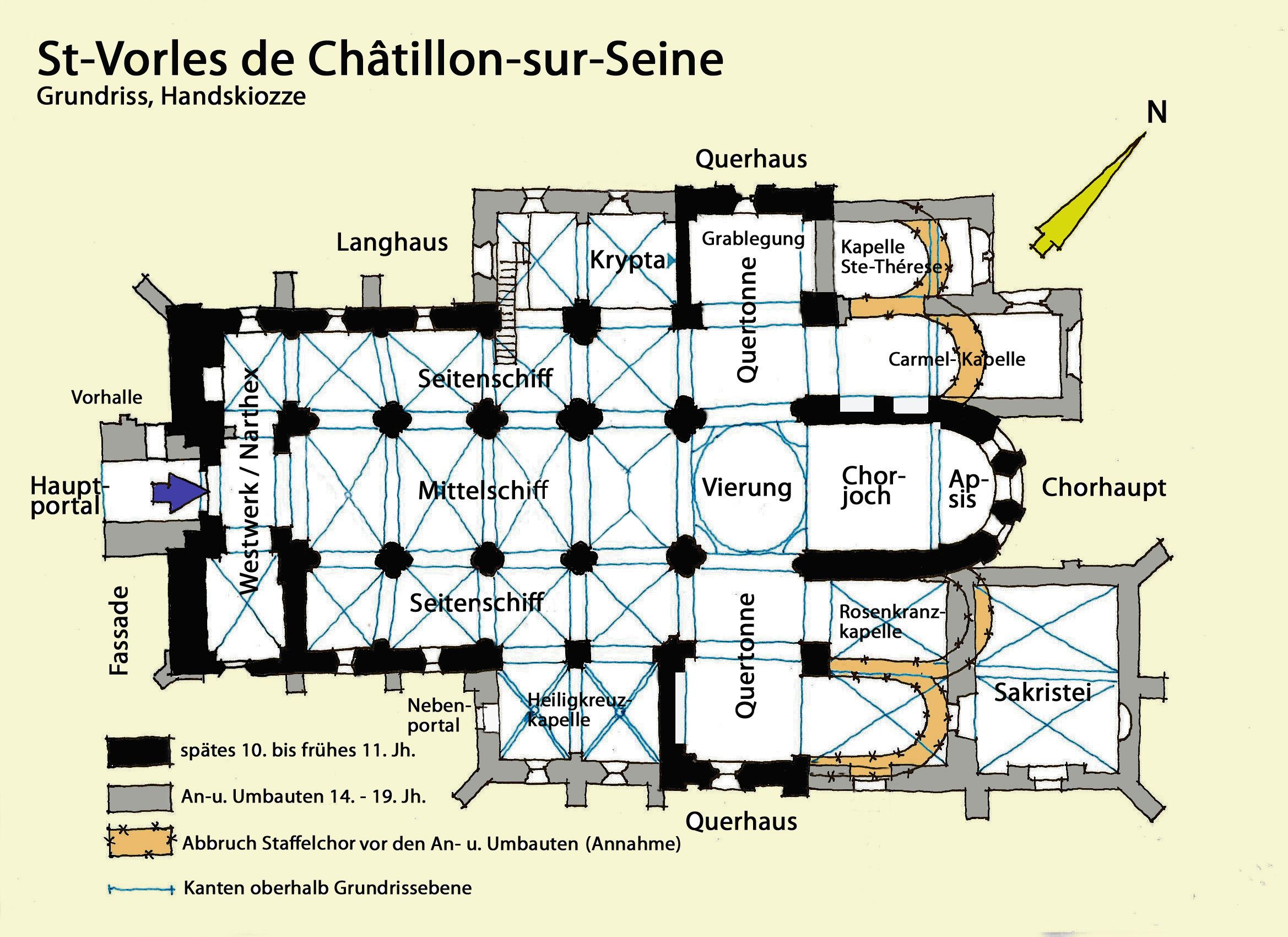
Plan de Saint-Vorles

La nef romane très haute et ses deux bas-côtés comportent trois travées débouchant sur un double transept également de trois travées, le transept nord étant en partie dévolu à la descente à la crypte. L'ensemble se termine sur un chœur profond avec abside entouré de deux petites chapelles, la chapelle Sainte Thérèse et la chapelle du Carmel, qui datent du XIVe siècle et du XVe siècle.
Le clocher qui se situe à la croisée du transept a été reconstruit au XIIe siècle alors que sur la même colline fut également construit le château des ducs de Bourgogne, un cimetière existe au moins depuis le XIXe siècle au milieu de ses ruines. L'église comporte une remarquable mise au tombeau et dans sa crypte un oratoire daté du IVe siècle
La crypte abrite la chapelle Saint-Bernard aménagée au début du XVIIe siècle. Elle comporte une statue de la Vierge à l’Enfant que les premiers fidèles venaient vénérer en tant que Notre-Dame la Grande ou la Grande Dame. Celle-ci fut rebaptisée Notre-Dame de Toutes Grâces pour les faveurs accordées et en hommage à saint Bernard de Clairvaux qui y aurait vécu le miracle de la lactation. 

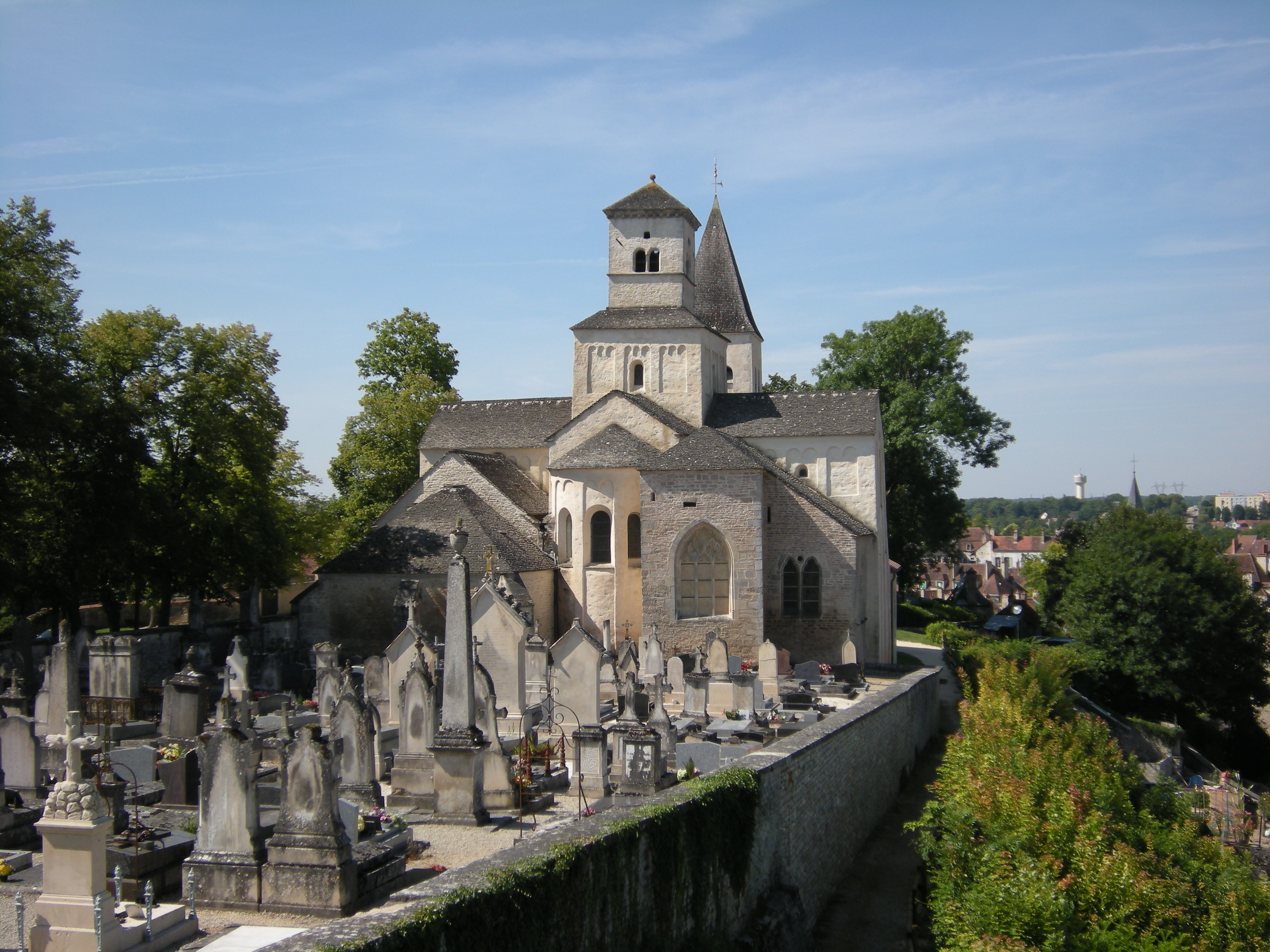
Le chevet et le cimetière.
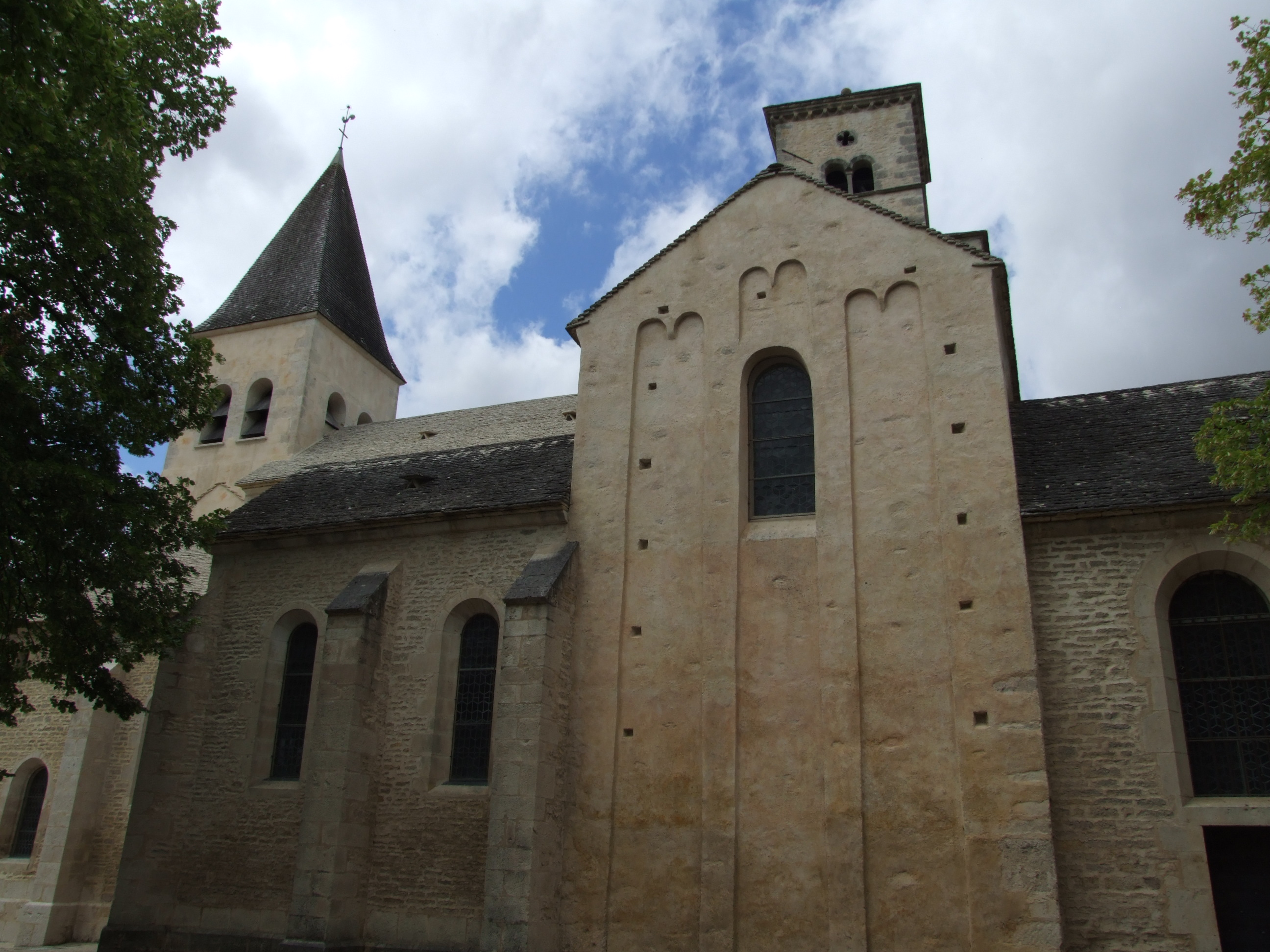
Le transept sud.
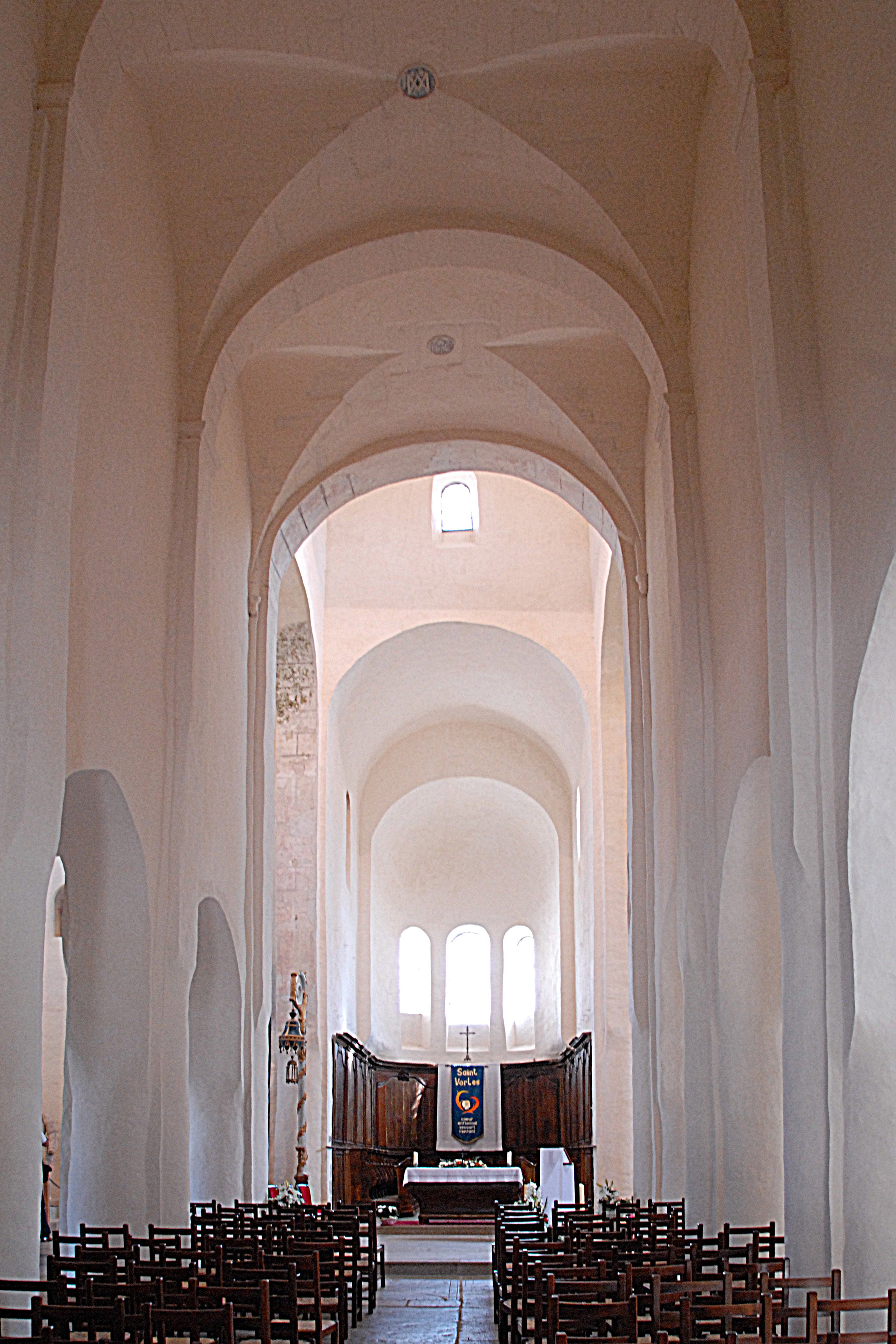
La nef
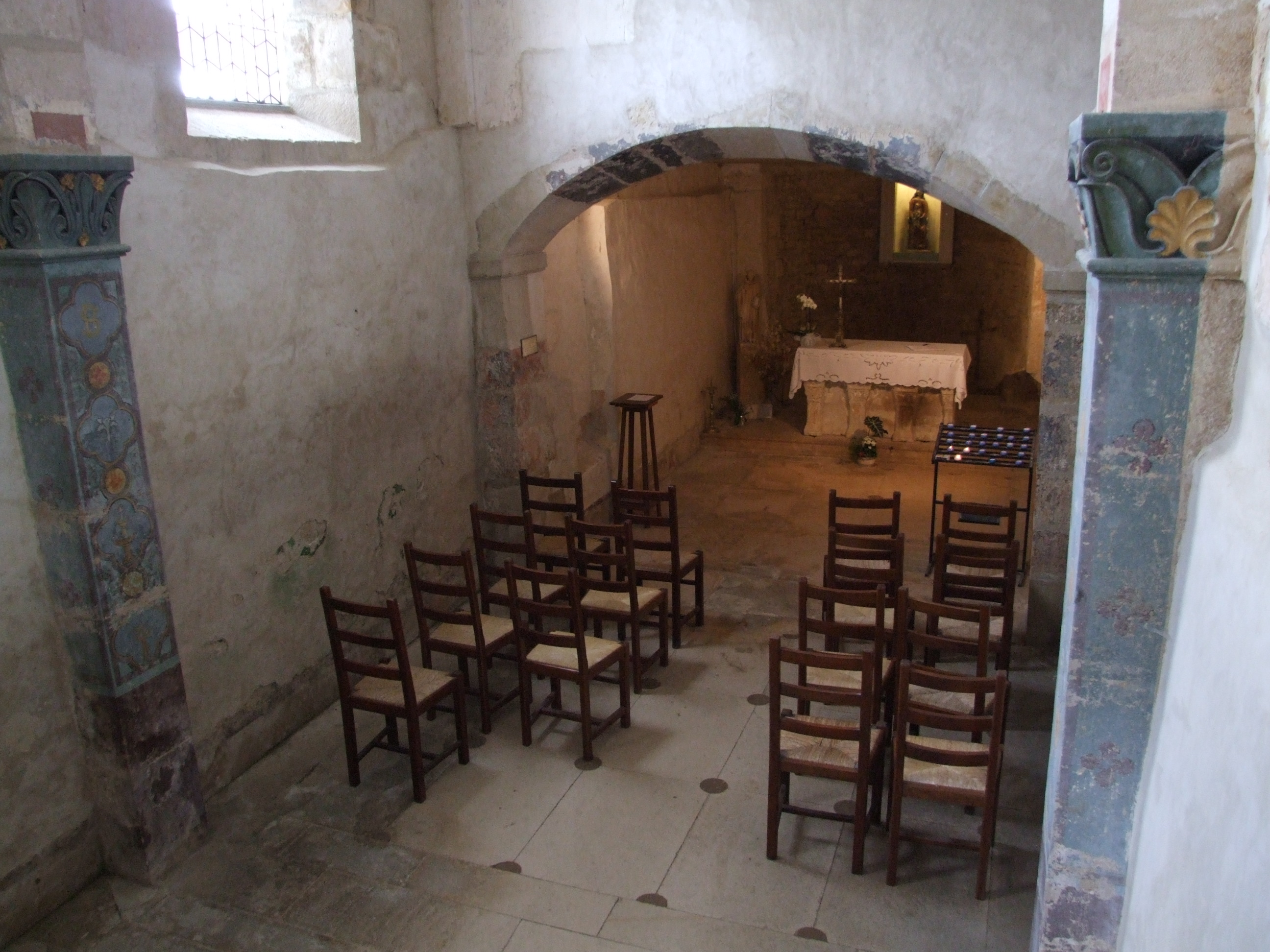
La crypte

## Mobilier
Le mobilier inscrit globalement à l'Inventaire général du patrimoine culturel comporte de nombreuses pièces classées monuments historiques :
- diptyque de la translation des reliques de saint Vorles de Marcenay à Châtillon (XVIe siècle)  Classé MH (1901)[6] ;
- mise au tombeau 1527  Classé MH (1908)[7] ;
- peintures monumentales (XIIe / XIVe siècle)  Classé MH (1909) ;
- tableaux de la vie de Saint-Vorles (XVIe siècle)  Classé MH (1925)[8] ;
- boiseries d’autel (XVIIIe siècle)  Classé MH (1901-1907) ;
- boiseries du banc d’œuvre (XVIIIe siècle)  Classé MH (1922) ;
- dalle funéraire de Philibert de Frettes et d'Antoine Joly (XVIe / XVIIe siècle)  Classé MH (1936) ;
- tableau Vierge à l’enfant (XVIe siècle)  Classé MH (1964).

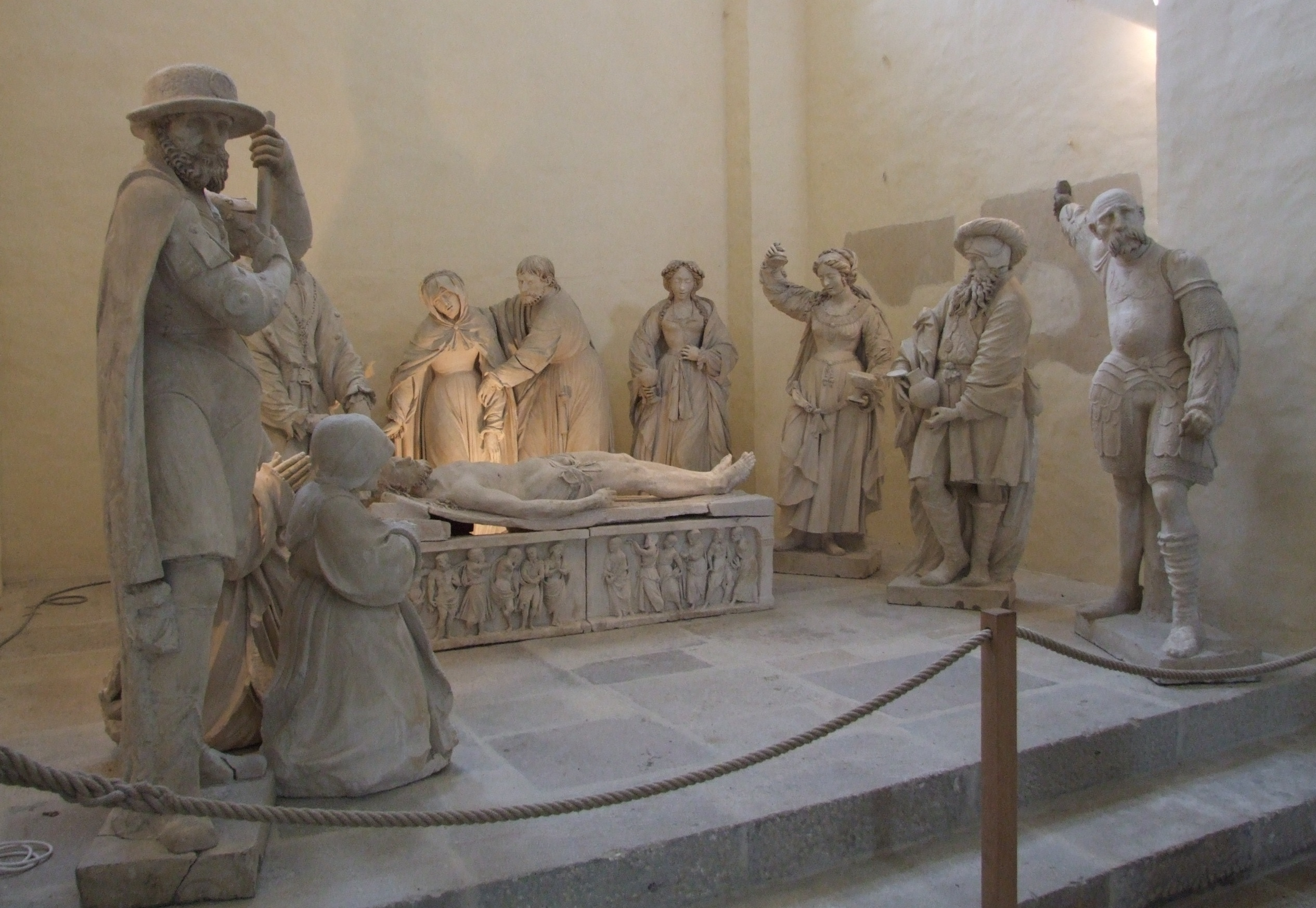
Mise au tombeau.
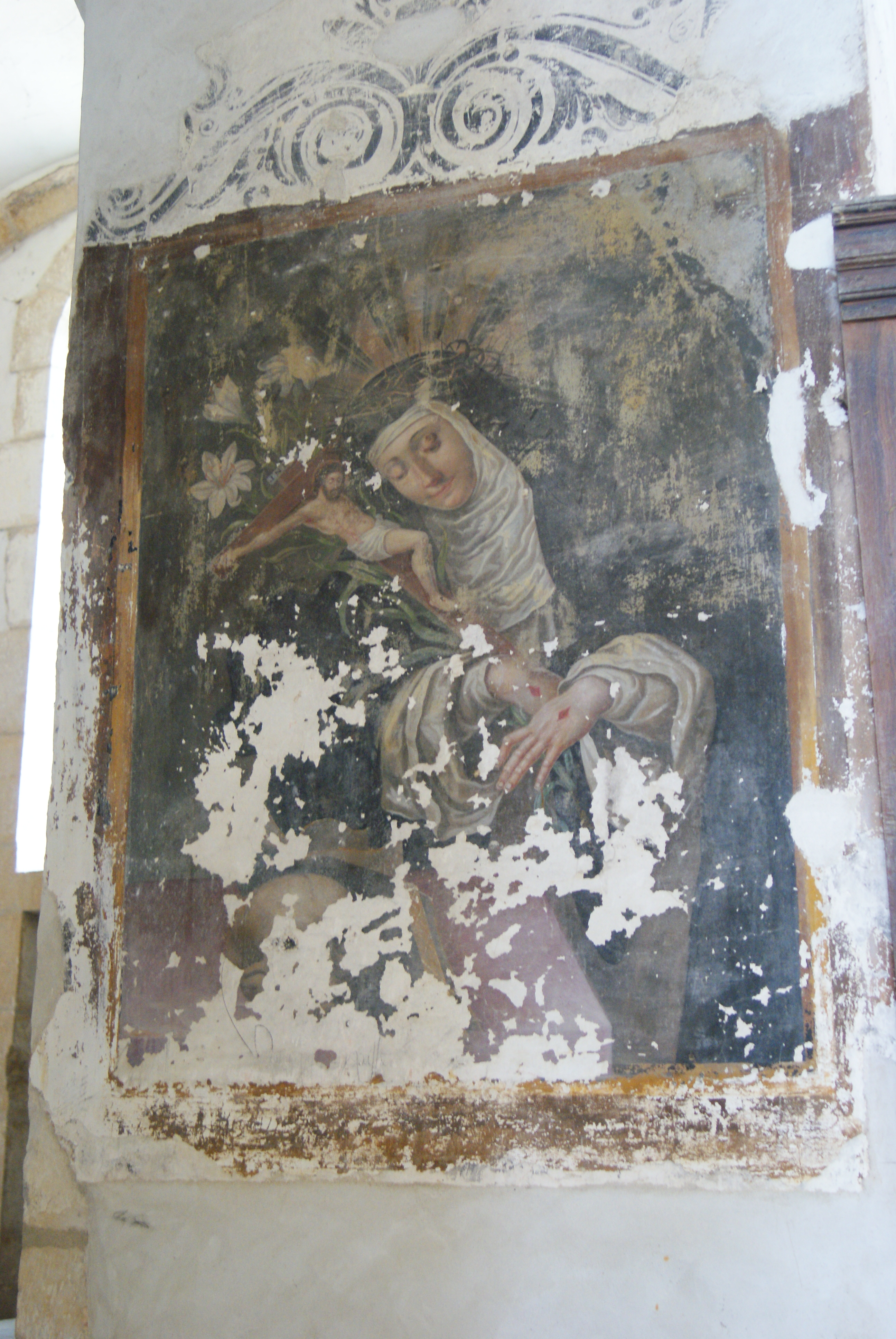
Fresque murale
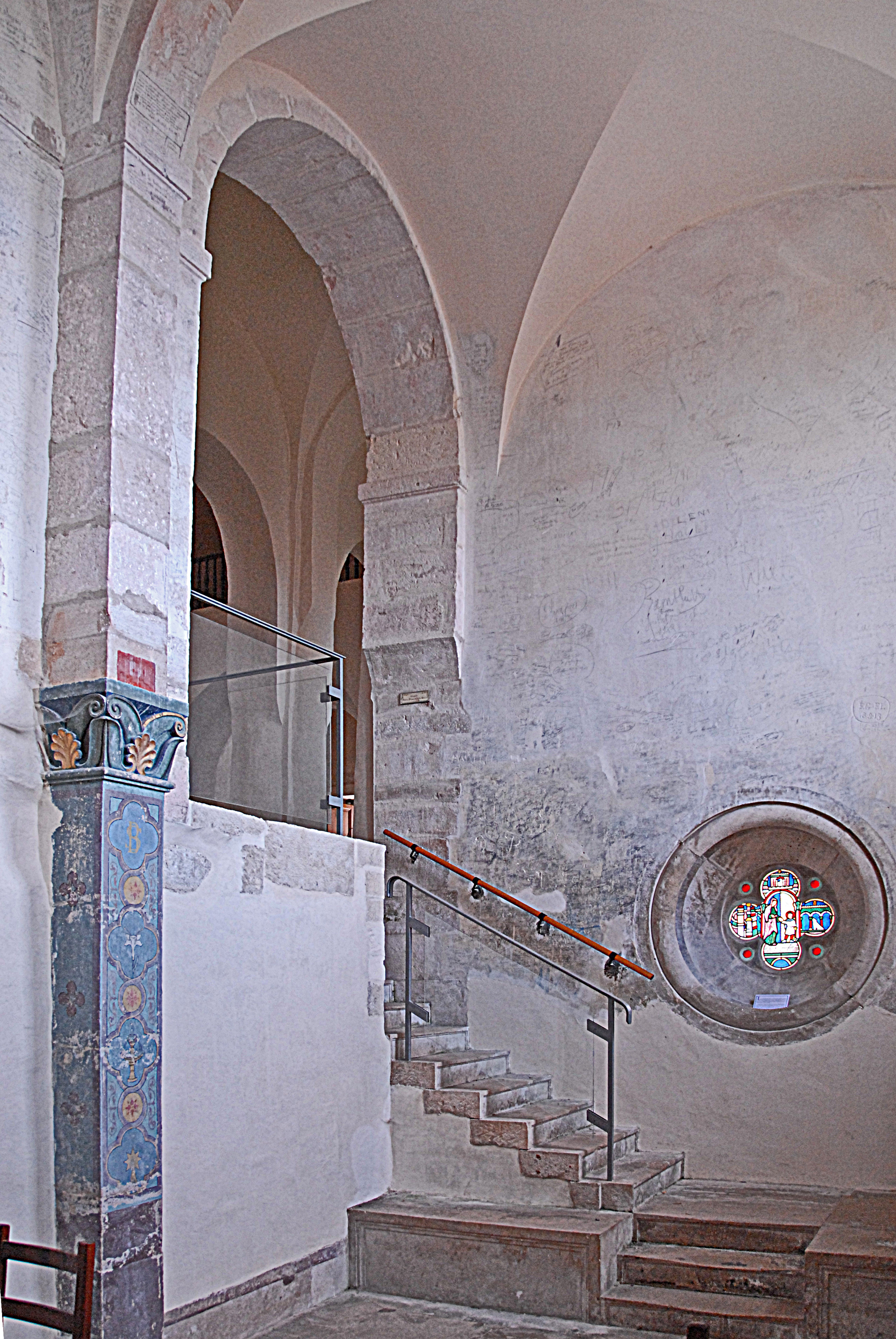
Polychromie (Crypte)
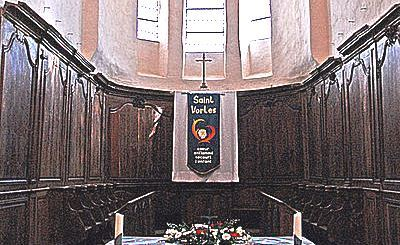
Stalles